# Бижанов, Абзелбек
Абзелбаек Бижанов (1895, село Уюк, Аулиеатинский уезд, Сырдарьинская область, Туркестанский край, Российская империя — 1970, Джамбулская область, Казахская ССР) — старший чабан колхоза имени Амангельды Таласского района Джамбулской области, Казахская ССР. Герой Социалистического Труда (1949).

## Биография
Родился в 1895 году в крестьянской семье в селе Уюк Аулиеатинского уезда. Происходит из племени ысты. С раннего возраста трудился в сельском хозяйстве. Во время коллективизации вступил в 1929 году в сельскохозяйственную артель, которая позднее была преобразована в колхоз имени Амангельды (с 1957 года — совхоз «Уюк») Таласского района. Трудился табунщиком, в послевоенное время — старшим табунщиком.
В 1948 году вырастил 54 жеребёнка от 54 кобыл. Указом Президиума Верховного Совета СССР от 12 июля 1949 года удостоен звания Героя Социалистического Труда за «получение высокой продуктивности животноводства в 1948 году» с вручением ордена Ленина и золотой медали «Серп и Молот» (№ 4115).
Этим же указом званием Героя Социалистического Труда были награждены председатель колхоза Жаманкара Аманбаев, труженики колхоза имени Амангельды овцеводы Муратбек Ташкентбаев и Ажимбек Туткышбаев.
В последующие годы показывал высокие трудовые результаты в коневодстве. В 1949 году вырастил 93 жеребёнка от 93 кобыл.
Трудился в совхозе до выхода на пенсию в 1961 году. Проживал в Джамбулской области. Дата смерти не установлена.